# Rostislav Kaňovský
Rostislav Kaňovský (10. května 1919 Buchlovice – 14. dubna 2004 Sunderland) byl český pilot 310. československé stíhací perutě RAF.

## Život

### Před druhou světovou válkou
Rostislav Kaňovský se narodil 10. května 1919 v Buchlovicích na Uherskohradišťsku manželům Marii a Matoušovi Kaňovským. V rodných Buchlovicích vychodil obecnou a měšťanskou školu, v roce 1938 odmaturoval na gymnáziu v Uherském Hradišti a nastoupil ke studiu na Filosofické fakultě Masarykovy univerzity.

### Druhá světová válka
Po německé okupaci došlo na podzim 1939 k uzavření českých vysokých škol a k zatýkání studentů. Rostislavu Kaňovskému se podařilo uniknout zatčení skokem z okna Kounicových kolejí. Po návratu do Buchlovic se zapojil do protinacistického odboje v řadách Obrany národa, jejíž místní organizaci vedl jeho bratranec Ignác Syrovátka. Po jejím prozrazení opustil 14. prosince 1939 ilegálně Protektorát Čechy a Morava a přes Slovensko se dostal do Maďarska, kde byl zatčen a dva měsíce vězněn v Budapešti. Po propuštění byl vyhoštěn zpět na Slovensko, na druhý pokus se ale dostal na francouzský konzulát v Budapešti. Následně byl dopraven přes Záhřeb, Bělehrad, Řecko, Turecko, Sýrii a Bejrút do Francie, kam dorazil 14. února 1940 a kde byl v Agde zařazen do zde vznikající jednotky Československé armády v zahraničí. Zúčastnil se bitvy o Francii. Po jejím pádu se 27. června 1940 evakuoval z přístavu Sète přes Gibraltar do Spojeného království. Zde byl přijat do Royal Air Force, vyškolen na palubního střelce a radiotelegrafistu. Po ukončení výcviku byl 26. června 1941 přičleněn k 311. československé bombardovací peruti a jako její příslušník absolvoval první operační turnus. Během něj se účastnil náletů na nacistické Německo a okupovanou Evropu. Po jeho ukončení 27. října 1942 byl začátkem roku 1943 zařazen do výcviku na stíhacího pilota, který probíhal mj. v Kanadě. Druhý turnus nastoupil 31. července 1944 jako operační pilot v 310. československé stíhací peruti. V roce 1944 se oženil s Enou Steklerovou, která byla česko-židovského původu. Dne 5. září 1944 byl během útoku na německou loď v blízkosti Amsterdamu sestřelen. Podařilo se mu vyskočit na padáku, nějaký čas se ukrýval v prostoru Utrechtu, na základě udání místního rolníka byl ale zadržen. Jako občan Protektorátu Čechy a Morava byl odsouzen k trestu smrti, ještě před jeho vykonáním byl jeho zajatecký tábor osvobozen americkou armádou. Dosáhl hodnosti nadporučíka.

### Po druhé světové válce
Po skončení druhé světové války se Rostislav Kaňovský v srpnu 1945 vrátil do Československa. Zůstal v armádní službě a působil v Praze jako letecký instruktor. Po dvou nehodách z armády v roce 1946 odešel v hodnosti kapitána a začal létat pro Československé aerolinie. Po převratu v roce 1948 byl komunistickou mocí ze svého místa vyhozen. V červnu téhož roku odjel s rodinou legálně zpět do Spojeného království, byl zbaven občanství a vyznamenání, odsouzen v nepřítomnosti byl dokonce i jeho malý syn. V roce 1950 opět vstoupil do Royal Air Force, působil převážně v Africe, kde se spolupodílel na vzniku letectev tamních států. Přijal jméno Rodney Rosta Kennedy, které bylo jeho přezdívkou již v době války. Rozvedl se, podruhé se oženil s učitelkou Joyce, manželům se rovněž narodil syn. Rodina poté žila v Severním Yorkshiru, kde Rostislav Kaňovský působil jako velitel letecké základny. Ze služby v Royal Air Force odešel v roce 1968. V roce 1991 byl během rehabilitace povýšen do hodnosti plukovníka ve výslužbě. Zemřel 14. dubna 2004 v Sunderlandu.

## Rodina
Bratr Rostislava Kaňovského Oldřich Kaňovský sloužil během druhé světové války jako palubní střelec a radiooperátor u různých perutí Royal Air Force. Bratranec Ignác Syrovátka postupně působil u Československé armády ve Spojeném království, Sovětském svazu, zúčastnil se Slovenského národního povstání, po válce byl politickým vězněm.

## Vyznamenání
- Československá medaile Za chrabrost před nepřítelem
- 4x Československý válečný kříž 1939
- Hvězda 1939–1945
- Československá medaile za zásluhy I. stupně
- Evropská hvězda leteckých posádek
- Britská medaile Za obranu
- Válečná medaile 1939–1945